# Michael Bradley
Michael Sheehan Bradley (Princeton, 1987. július 31. –) amerikai válogatott labdarúgó.
Apja, Bob Bradley az amerikai válogatott szövetségi kapitánya volt.

## Karrierje

### MetroStars
Bradley első felnőtt csapata a ma New York Red Bulls néven ismert MetroStars volt. 16 évesen, a 2004-es drafton igazolták le. A csapatnak ekkor édesapja volt az edzője.
Első szezonjában még egyáltalán nem játszott, részben sérülés miatt, azonban 2005-ben már általában stabil kezdő volt. Pár héttel azután, hogy apját menesztették, a Chivas ellen megszerezte első gólját a felnőtt mezőnyben.

### Heerenveen
2006 telén a holland élvonalbeli SC Heerenveen játékosa lett, nem egészen 19 évesen a valaha volt legfiatalabban eladott MLS-játékos. Először áprilisban, az AZ ellen kapott szerepet. Első félszezonja rögtön jól sikerült, nagyban hozzájárult a fríz klub UEFA-kupa-szerepléséhez. A veterán Paul Bosvelt visszavonulásával ő örökölte meg a helyet a pálya közepén.
2008 januárjában megdöntötte a legtöbb amerikai játékos által európai bajnokságban szerzett gól rekordját, amit előtte Brian McBride tartott 13 találattal. Ezt múlta felül Bradley három góllal.

### Mönchengladbach
2008-ban, a nyári átigazolási időszak utolsó napján lett a Borussia Mönchengladbach játékosa. Az átigazolás díja tisztázatlan. Később kiderült, hogy Bradley megegyezett a Birminghammel egy cseréről abban az esetben, ha a klub megtartja élvonalbeli tagságát. Mivel ez nem sikerült, Bradley maradt Németországban. Bemutatkozására szeptember 20-án, a Hertha BSC ellen került sor, első gólját pedig a bajor óriásklub, a Bayern München ellen szerezte.
A 2009-10-es szezon kezdetén volt egy kisebb nézeteltérése Michael Frontzeck vezetőedzővel a játékidőt illetően, ám később ismét stabil kezdő lett belőle.

### Aston Villa
2011 januárjának végén az Aston Villa megkapta kölcsönben Bradley-t, aki nem került végleg a birminghamiekhez, Alex McLeish menedzser ugyanis nem tartott rá igényt.

### Chievo Verona
2012 nyarán némi meglepetésre Olaszországba, a Chievo Veronához szerződött.

### AS Roma
A veronaiaknál nyújtott jó teljesítménye felkeltette az AS Roma érdeklődését, amely meg is szerezte őt 2012. július 16-án. Bradley négy évre írt alá.

### Válogatott
A válogatottban 2006. május 26-án mutatkozott be Venezuela ellen.
2006 végén jelentették be, hogy a válogatott szövetségi kapitánya Bob Bradley lesz, Michael azóta meghatározó tagja a nemzeti csapatnak. A 2007-es CONCACAF-aranykupa alatt kezdő volt, és nagyban hozzájárult az amerikaiak győzelméhez, bár az elődöntőben, Kanada egy durva szabálytalanság miatt kiállították.
A következő hónapban, az U20-as világbajnokságon minden meccsen kezdőként lépett pályára, a nyolcaddöntőben, Uruguay ellen győztes gólt is szerzett.
A felnőttválogatottban első gólját 2007 októberében, egy Svájc elleni barátságos meccsen szerezte. Ebben az évben nyújtott teljesítménye miatt az év fiatal sportolója lett.
Az örök rivális Mexikó elleni vb-selejtezőn, addigi legjobb meccsén két gólt is szerzett.
A 2009-es konföderációs kupa döntője volt az amerikaiak eddigi legnagyobb felnőtt szinten elért sikere. Bradley itt is folyamatosan játszott. Egyetlen gólját a csoportmeccsek során, Egyiptom ellen szerezte. Ez a gól kellett ahhoz, hogy az amerikaiak továbbjussanak. Az elődöntőben Jorge Larrionda játékvezető kiállította, így nem szerepelhetett a döntőben, amelyet Brazília kétgólos hátrányból fordítva nyert meg.
Bekerült a 2010-es vb-n szereplő keretbe is. A második csoportmérkőzésen, Szlovénia ellen a válogatott kétgólos hátrányból állt fel, ő szerezte az egyenlítő gólt.

## Karrierje statisztikái

### Klub
| Teljesítmény klubjában | Teljesítmény klubjában   | Teljesítmény klubjában | Bajnokság | Bajnokság                                | Kupa                   | Kupa                             | Ligakupa           | Ligakupa           | Nemzetközi    | Nemzetközi    | Összesen | Összesen |
| Szezon                 | Klub                     | Bajnokság              | Mérk.     | Gól                                      | Mérk.                  | Gól                              | Mérk.              | Gól                | Mérk.         | Gól           | Mérk.    | Gól      |
| USA                    | USA                      | USA                    | Bajnokság | Bajnokság                                | Amerikai labdarúgókupa | Amerikai labdarúgókupa           | Ligakupa           | Ligakupa           | Észak-Amerika | Észak-Amerika | Összesen | Összesen |
| ---------------------- | ------------------------ | ---------------------- | --------- | ---------------------------------------- | ---------------------- | -------------------------------- | ------------------ | ------------------ | ------------- | ------------- | -------- | -------- |
| 2004                   | MetroStars               | Major League Soccer    | 0         | 0                                        | 0                      | 0                                |                    |                    |               |               | 0        | 0        |
| 2005                   | MetroStars               | Major League Soccer    | 30        | 1                                        | 1                      | 0                                |                    |                    |               |               | 31       | 1        |
| Hollandia              | Hollandia                | Hollandia              | Bajnokság | Bajnokság                                | KNVB Cup               | KNVB Cup                         | Ligakupa           | Ligakupa           | Európa        | Európa        | Összesen | Összesen |
| 2005–06                | Heerenveen               | Eredivisie             | 1         | 0                                        |                        |                                  |                    |                    |               |               | 1        | 0        |
| 2006–07                | Heerenveen               | Eredivisie             | 21        | 0                                        |                        |                                  |                    |                    |               |               | 21       | 0        |
| 2007–08                | Heerenveen               | Eredivisie             | 30        | 16                                       |                        |                                  |                    |                    | 2             | 2             | 32       | 18       |
| Németország            | Németország              | Németország            | Bajnokság | Bajnokság                                | DFB-Pokal              | DFB-Pokal                        | Premiere Ligapokal | Premiere Ligapokal | Európa        | Európa        | Összesen | Összesen |
| 2008–09                | Borussia Mönchengladbach | Bundesliga             | 28        | 5                                        |                        |                                  |                    |                    |               |               | 28       | 5        |
| 2009–10                | Borussia Mönchengladbach | Bundesliga             |           |                                          |                        |                                  |                    |                    |               |               |          |          |
| Összesen               | USA                      | USA                    | 30        | 1                                        | 1                      | 0\|\|\|\|\|\|\|\|\|\|31\|\|1     |                    |                    |               |               |          |          |
| Összesen               | Hollandia                | Hollandia              | 52        | 16\|\|\|\|\|\|\|\|\|\|2\|\|2\|\|54\|\|18 |                        |                                  |                    |                    |               |               |          |          |
| Összesen               | Németország              | Németország            | 58        | 7                                        | 2                      | 0\|\|\|\|\|\|\|\|\|\|60\|\|7     |                    |                    |               |               |          |          |
| Karrierje összesen     | Karrierje összesen       | Karrierje összesen     | 140       | 24                                       | 3                      | 0\|\|\|\|\|\|2\|\|2\|\|143\|\|24 |                    |                    |               |               |          |          |

### Válogatott góljai
| #   | Időpont              | Helyszín                                                  | Ellenfél           | Állás | Végeredmény | Kiírás             |
| --- | -------------------- | --------------------------------------------------------- | ------------------ | ----- | ----------- | ------------------ |
| 01. | 2007. október 7.     | St. Jakob-Park, Bázel, Svájc                              | Svájc              | 1 – 0 | 1 – 0       | Barátságos         |
| 02. | 2008. június 15.     | Home Depot Center, Carson, USA                            | Barbados           | 2 – 0 | 8 – 0       | Vb-selejtező       |
| 03. | 2008. szeptember 10. | Toyota Park, Bridgeview, USA                              | Trinidad és Tobago | 1 – 0 | 3 – 0       | Vb-selejtező       |
| 04. | 2009. február 11.    | Columbus Crew Stadium, Columbus, USA                      | Mexikó             | 1 – 0 | 2 – 0       | Vb-selejtező       |
| 05. | 2009. február 11.    | Columbus Crew Stadium, Columbus, USA                      | Mexikó             | 2 – 0 | 2 – 0       | Vb-selejtező       |
| 06. | 2009. június 21.     | Royal Bafokeng Stadium, Phokeng, Dél-afrikai Köztársaság  | Egyiptom           | 2 – 0 | 3 – 0       | Konföderációs kupa |
| 07. | 2009. október 14.    | RFK Memorial Stadium, Washington, USA                     | Costa Rica         | 1 – 2 | 2 – 2       | Vb-selejtező       |
| 08. | 2010. június 18.     | Ellis Park Stadium, Johannesburg, Dél-afrikai Köztársaság | Szlovénia          | 2 – 2 | 2 - 2       | Világbajnokság     |

## Sikerek

### Klub
- Toronto
  - MLS bajnok: 2017
  - MLS alapszakasz győztes: 2017
  - Keleti főcsoport győztes: 2016, 2017, 2019
  - Kanadai kupagyőztes: 2016, 2017, 2018

### Válogatott
- USA
  - CONCACAF-aranykupa: 2007, 2017
  - Konföderációs kupa döntős: 2009